# 아마이로 미네리
아마이로 미네리(일본어: 天彩 峰里 あまいろ みねり[*], 3월 26일 - )는 다카라즈카 가극단 소라구미에 소속되어있는 여역이다.
효고현 다카라즈카시 출신, 시립고텐야마중학교 출신이다. 키는 164cm, 애칭은 "쥬리(じゅり)", "미네리(みねり)", "쥿짱(じゅっちゃん)"이다.

## 약력
2012년, 다카라즈카 음악학교에 입학.
2014년, 다카라즈카 가극단 100기생으로 입단. 츠키구미 공연 「다카라즈카오도리 / 내일의 지침 / TAKARAZUKA 화시집 100!!」로 초무대를 밟음. 
2015년, 구미마와리가 끝나고 호시구미에 배속.
2017년 쇼 「Bouquet de TAKARAZUKA」에서 첫 에트와르에 발탁. 같은 해 12월 25일 자로 소라구미로 이동되었다.
2018년, 마카제 스즈호ㆍ호시카제 마도카 톱 콤비 대극장 오히로메 공연 「하늘은 붉은 강가」으로 신인공연 첫 히로인. 이어서 쇼 「허슬 메이츠!」로 바우홀 공연 첫 히로인.
2019년, 「군도」 (드라마시티ㆍ일본청년관 공연)으로 동상 첫 히로인
2021년, 「유메치도리」로 2번째 바우홀 히로인. 같은 해 「프로미세스, 프로미세스」 (드라마시티ㆍ도쿄건물 Brillia HALL 공연)으로 2번째 동상공연 히로인.

## 인물
다카라즈카시에서 태어나 자랐기 때문에, 철이 들기 전부터 많은 음악에 둘러쌓인 나날을 보냈다. 오빠가 2명이 있다.
초등학교 시기, 처음 다카라즈카 대극장에서 본 코즈키 와타루 주연 「베르사이유의 장미 -페르젠과 마리 앙투아네트편-」에 감동 받고, 시라하네 유리가 연기한 마리 앙투아네트를 동경해, 자기도 이 무대에 서고싶다는 생각을 하고, 음악학교 수험을 결심했다.

## 주요 무대
| 기간 (월)       | 소속 | 제목                                 | 공연장                                 | 배역                                        | 비고                                      |
| --------------- | ---- | ------------------------------------ | -------------------------------------- | ------------------------------------------- | ----------------------------------------- |
| 2014년          |      |                                      |                                        |                                             |                                           |
| 3 - 6           | 츠키 | 다카라즈카 오도리                    | 다카라즈카 대극장                      |                                             | 초무대                                    |
| 3 - 6           | 츠키 | 내일의 지침 -센츄리호 항해일지-      | 다카라즈카 대극장                      |                                             | 초무대                                    |
| 3 - 6           | 츠키 | TAKARAZUKA 화시집 100!!              | 다카라즈카 대극장                      |                                             | 초무대                                    |
| 9 - 12          | 츠키 | PUCK                                 | 다카라즈카 대극장 도쿄 다카라즈카 극장 |                                             | 구미마와리                                |
| 2015년          |      |                                      |                                        |                                             |                                           |
| 6 - 7           | 호시 | 캣치 미 이프 유 캔                   | 아카사카ACT시어터 드라마시티           |                                             |                                           |
| 8 - 11          | 호시 | 가이즈 & 돌즈                        | 다카라즈카 대극장 도쿄 다카라즈카 극장 | 타바사 (신인공연)                           | 본역 : 무라사키 리라                      |
| 2016년          |      |                                      |                                        |                                             |                                           |
| 1               | 호시 | LOVE & DREAM                         | 도쿄국제포럼 우메다예술극장            |                                             |                                           |
| 3 - 6           | 호시 | 박쥐                                 | 다카라즈카 대극장 도쿄 다카라즈카 극장 | 레다 발드 대사부인 (신인공연)               | 본역 : 오토하 미노리                      |
| 3 - 6           | 호시 | THE ENTERTAINER!                     | 다카라즈카 대극장 도쿄 다카라즈카 극장 |                                             |                                           |
| 6               | 호시 | Bow Singing Workshop ~호시~          | 바우홀                                 |                                             |                                           |
| 8 - 11          | 호시 | 벚꽃에 춤춰라                        | 다카라즈카 대극장 도쿄 다카라즈카 극장 | 코타로 / 축제의 가수 타카 (신인공연)        | 본역 : 오토하 미노리                      |
| 8 - 11          | 호시 | 로망스!!                             | 다카라즈카 대극장 도쿄 다카라즈카 극장 |                                             |                                           |
| 2017년          |      |                                      |                                        |                                             |                                           |
| 1               | 호시 | 타오르는 바람 -군사 타케나카 한베에- | 바우홀                                 | 쇼쥬                                        |                                           |
| 3 - 6           | 호시 | THE SCARLET PIMPERNEL                | 다카라즈카 대극장 도쿄 다카라즈카 극장 | 폴리 슈반느 (신인공연)                      | 본역 : 유메키 안루                        |
| 7 - 8           | 호시 | 아테루이 -ATERUI-                    | 드라마시티 일본청년관                  | 도라호나                                    |                                           |
| 9 - 12          | 호시 | 베를린, 나의 사랑                    | 다카라즈카 대극장 도쿄 다카라즈카 극장 | 소녀 / 베를린의 여자 루이제 롯데 (신인공연) | 본역 : 아리사 히토미                      |
| 9 - 12          | 호시 | Bouquet de TAKARAZUKA                | 다카라즈카 대극장 도쿄 다카라즈카 극장 |                                             | 첫 에트와르                               |
| 2018년          |      |                                      |                                        |                                             |                                           |
| 3 - 6           | 소라 | 하늘은 붉은 강가                     | 다카라즈카 대극장 도쿄 다카라즈카 극장 | 하디 유리 이슈탈 (신인공연)                 | 본역 : 호시카제 마도카 신인공연 첫 히로인 |
| 3 - 6           | 소라 | 시트러스의 바람                      | 다카라즈카 대극장 도쿄 다카라즈카 극장 |                                             |                                           |
| 8               | 소라 | 허슬 메이츠!                         | 바우홀                                 |                                             | 바우 첫 히로인                            |
| 10 - 12         | 소라 | 백로의 성                            | 다카라즈카 대극장 도쿄 다카라즈카 극장 | 시라뵤시 (야에)                             |                                           |
| 10 - 12         | 소라 | 이인들의 르네상스                    | 다카라즈카 대극장 도쿄 다카라즈카 극장 | 사라이 이자벨라 (신인공연)                  | 본역 : 하루하 라라 에트와르               |
| 2019년          |      |                                      |                                        |                                             |                                           |
| 2 - 3           | 소라 | 군도 -Die Räuber-                    | 드라마시티 일본청년관                  | 아마리아                                    | 동상 첫 히로인                            |
| 4 - 7           | 소라 | 오션스 11                            | 다카라즈카 대극장 도쿄 다카라즈카 극장 | 에메랄드 퀸 다이아나 (신인공연)             | 본역 : 준야 치토세                        |
| 8 - 9           | 소라 | 추억의 바르셀로나                    | 전국투어                               | 로잘린드                                    |                                           |
| 8 - 9           | 소라 | NICE GUY!!                           | 전국투어                               |                                             |                                           |
| 11 - 2020년 2월 | 소라 | El Japón -이스파니아의 사무라이-     | 다카라즈카 대극장 도쿄 다카라즈카 극장 | 하루 미치카 니코라 (신인공연)               | 본역 : 아야세 아키나                      |
| 11 - 2020년 2월 | 소라 | aquavitae!!                          | 다카라즈카 대극장 도쿄 다카라즈카 극장 |                                             |                                           |
| 2020년          |      |                                      |                                        |                                             |                                           |
| 8               | 소라 | 장려제 (壮麗帝)                      | 드라마시티                             | 하티제                                      |                                           |
| 11 - 2021년 2월 | 소라 | 아나스타시아                         | 다카라즈카 대극장 도쿄 다카라즈카 극장 | 소녀시기 아나스타시아                       |                                           |
| 2021년          |      |                                      |                                        |                                             |                                           |
| 4               | 소라 | 유메치도리                           | 바우홀                                 | 아카바 레나 / 타만키                        | 바우 히로인                               |
| 6 - 9           | 소라 | 셜록 홈즈 -The Game Is Afoot!-       | 다카라즈카 대극장 도쿄 다카라즈카 극장 | 메리 모스턴모카 백작부인 (신인공연)         | 본역 : 카논 마이                          |
| 6 - 9           | 소라 | Délicieux -감미로운 파리-            | 다카라즈카 대극장 도쿄 다카라즈카 극장 |                                             |                                           |
| 11 - 12         | 소라 | 프로미세스, 프로미세스               | 드라마시티 도쿄건물 Brillia HALL       | 프란 크베릭                                 | 동상 히로인                               |
| 2022년          |      |                                      |                                        |                                             |                                           |
| 2 - 5           | 소라 | NEVER SAY GOODBYE                    | 다카라즈카 대극장 도쿄 다카라즈카 극장 | 엘렌 바커                                   | 에트와르                                  |

## 출연 이벤트
- 2014년 4월, 다카라즈카 가극 100주년 꿈의 제전 『시간을 연주하는 제비꽃들』 (돈부라코 코러스)
- 2015년 11월, 제 6회 『마그노리아 콘서트・드･다카라즈카』
- 2015년 12월, 다카라즈카 스페셜 2015 『New Century，Next Dream』 (코러스)
- 2018년 2월, 『소라구미 탄생 20주년 기념 이벤트』
- 2019년 12월, 다카라즈카 스페셜 2019『Beautiful Harmony』

## 광고
- 2018넌 ~ , 『TOCCA』

## 수상 이력
- 2021년, 『한큐스미레회 팬지상』 - 신인상